# Luxemburgisme
Luxemburgisme henviser til de politiske og økonomiske teorier og praksisser, der er forbundet med Rosa Luxemburg og hendes tilhængere. Det er en form for kommunisme, som er kendetegnet ved dens kritik af både kapitalisme og traditionelt socialdemokrati. Luxemburgisme vægter spontanitet og masseaktion, da Rosa Luxemburg selv betonede arbejdernes spontane kamp mod kapitalismen. Dog har Luxemburgisme ingen konkret teoridannelse, eftersom Rosa Luxembourg ikke havde nogen hensigt med at skabe en egen af slagsen.
Nogle kendetegn af Luxemburgisme er en tiltro til arbejdernes evne til at bygge socialismen nedefra og nødvendigheden af en revolution. Luxembourg mente at socialismen ikke kunne blive virkelighed før arbejderklassen lærte at styre samfundet på egen hånd. Luxembourg var samtidig kritisk af både det reformistiske socialdemokrati og den leninistiske kommunisme. Hendes angreb mod Vladimir Lenin og bolsjevikkerne og hendes advarsel om Sovjetunionens udvikling er blevet legendarisk.

## Rosa Luxemburgs synspunkter

### Marxisme som selvkritisk metode til kapitalismeanalyse
Rosa Luxemburg formidlede med stor energi idéerne fra Karl Marx' og Friedrich Engels' Kommunistiske Manifest. Hun opfattede dog ikke deres teorier dogmatisk, men kritisk:
 Marxisme er en revolutionær verdensanskuelse, der altid må stræbe efter nye erkendelser, som intet afskyr mere end at stivne i engang gældende former, og som bedst bevarer sin levende kraft i selvkritikkens intellektuelle våbengny og i historiens lyn og torden.

 — Rosa Luxemburg 
I to essays om Marx aktualiserede hun hans grundlæggende idéer på meget forskellige måder. Til Franz Mehrings Marx-biografi fra 1901 skrev hun et resumé af Kapitalen. Heri forklarede hun:
- profittens opståen ud fra lønloven, der altid tilbageholder en del af værdien af arbejderens produkt (Bind 1);
- markedets konkurrencelove, der tvinger iværksætteren til igen at "realisere" sin profit indbringende, samt kreditsystemet, der holder produktionsprocessen og varecirkulationen i gang (Bind 2);
- loven om den "gennemsnitlige profitrate", der betinger fordelingen af den samfundsmæssigt producerede rigdom og fremkalder de uundgåeligt opstående "kriser" i den kapitalistiske økonomi (Bind 3).

Disse lovmæssigheder udgjorde for hende grundlaget for kapitalejernes grundlæggende klassesolidaritet over for producenterne, hvilket betød, at strukturel udnyttelse kun kunne overvindes ved at afskaffe lønarbejde og klasseherredømme.
Som partilektor skrev hun fra 1907 – og senere i 1916 i fængsel – også en introduktion til nationaløkonomi, som udkom posthumt i 1925. Georg Lukács skrev i 1923 i Historie og Klassebevidsthed, at Rosa Luxemburg var "den eneste elev af Marx [...], der virkelig havde videreført hans værk både i saglig-økonomisk og metodisk-økonomisk forstand".